# Refugio de Vida Silvestre El Pambilar
Das Refugio de Vida Silvestre El Pambilar befindet sich im Nordwesten von Ecuador. Das 31,23 km² große Schutzgebiet wurde am 18. März 2010 eingerichtet.

## Lage
Das Refugio de Vida Silvestre El Pambilar befindet sich im Kanton Eloy Alfaro in der Provinz Esmeraldas. Das in Höhen von 200 m bis 360 m gelegene Schutzgebiet erstreckt sich über einen bewaldeten Höhenrücken, etwa 55 km von der Pazifikküste entfernt. Im Schutzgebiet entspringt der Río Onzole, ein Nebenfluss des Río Cayapas. In der unmittelbaren Umgebung treffen sich die Einzugsgebiete des Río Cayapas, des Río Canandé, ein Nebenfluss des Río Esmeraldas, sowie des Río Verde.

## Ökologie
Das Schutzgebiet liegt in der biogeographischen Region Chocó. Es dient dem Erhalt eines Waldgebietes in einer sehr niederschlagsreichen Gegend Ecuadors, das eine große Artenvielfalt aufweist. In dem Gebiet leben der Jaguar, das Halsbandpekari, der Braunkopfklammeraffe (Ateles fusciceps), Pardelkatzen, Faultiere, Fledertiere und Ameisenbären. Zur Vogelwelt gehören der Ortonguan (Penelope ortoni), der Bleibussard (Cryptoleucopteryx plumbea), der Glanzflügelpapagei, der Große Soldatenara, die Chocónachtschwalbe sowie verschiedene Spechte, Tukane und Baumsteiger.